# Flowboard

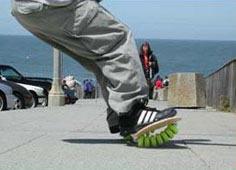
Un flowboard montante 14 ruote

Il flowboard è una variante di skateboard molto versatile, che combina caratteristiche del surf, dello skating, e dello snowboard, da utilizzarsi su strada. Il produttore ne fa tre grandezze: il piccolo 32", il normale 36", ed il large downhill bomber da 42 pollici.

## Utilizzo
Pro: i particolari carrelli ad arco nella parte inferiore permettono all'utente una inclinazione di ben 45 gradi in stabilità, contro i 25 del normale skateboard. 
Contro: il flowboard ha molte ruote, ma ne usa solo 2 per volta, rispetto alle 4 dello skateboard; ciò implica un maggiore sforzo nella movimentazione.